# Palais du gouvernement (Skopje)
Pour les articles homonymes, voir Palais du gouvernement.
Le Palais du gouvernement (en macédonien Зградите на влада) est le siège du gouvernement macédonien. Il se trouve dans le centre de Skopje, capitale de la Macédoine du Nord, au bord du Vardar et en face de la forteresse. Le président du gouvernement y a son bureau et ses appartements privés.

## Histoire
Il a été construit dans les années 1970 d'après des plans de l'architecte Petar Mulickovski, qui s'est légèrement inspiré de l'architecture traditionnelle macédonienne.

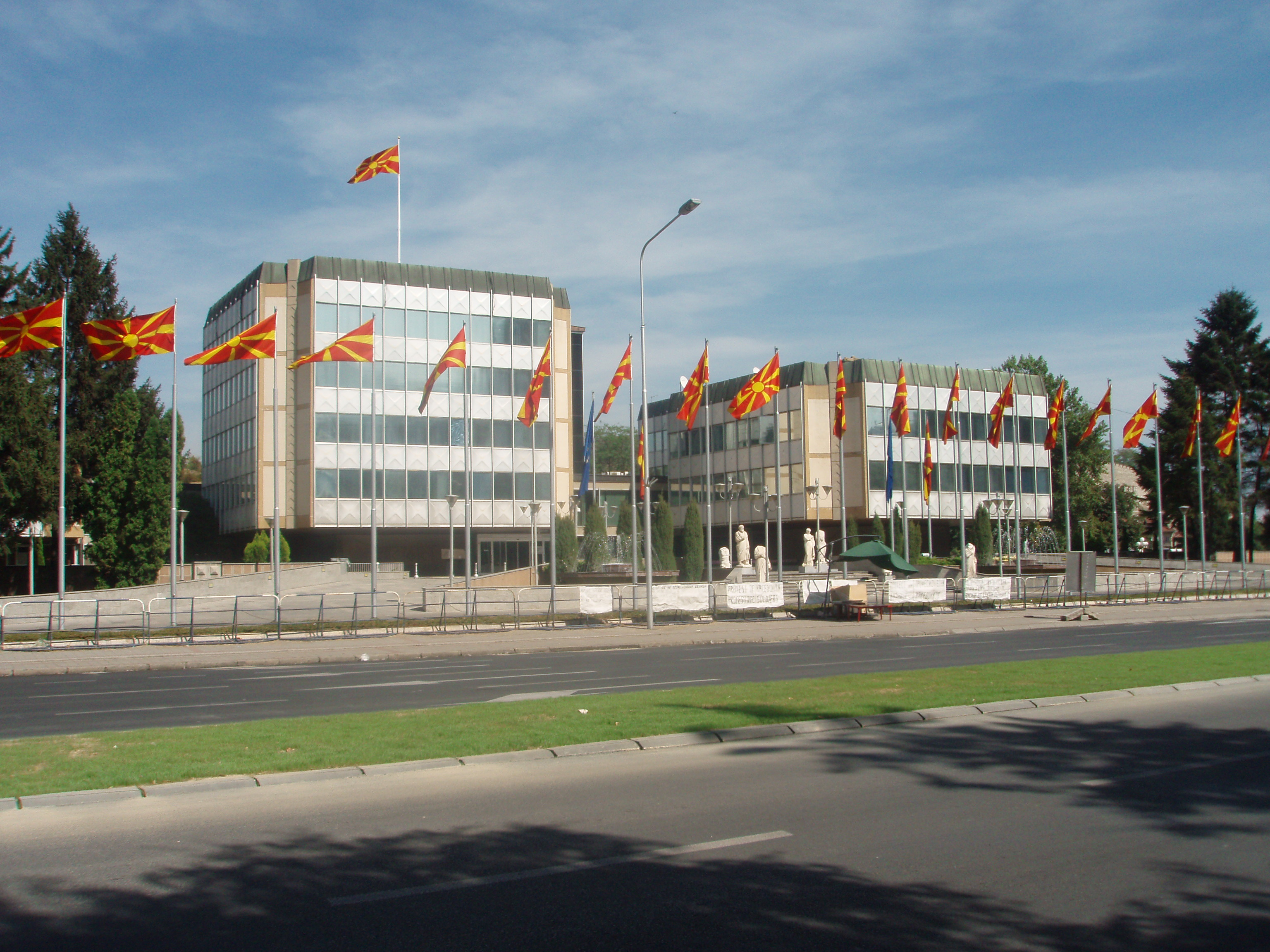
L'ancien bâtiment en 2010.

L'ensemble a très mal vieilli puisque les intérieurs ont dû être refaits et que le système d'isolation est peu performant. Les fenêtres ainsi que les façades sont en mauvais état, et la structure en elle-même est dangereuse puisqu'elle contient de l'amiante.
En janvier 2012, dans le cadre du projet d'urbanisme Skopje 2014, le gouvernement a lancé un vote sur son site internet afin que les Macédoniens choisissent un nouvel aspect extérieur pour le bâtiment. Les cinq propositions étaient variées, puisqu'il y avait de l'architecture néoclassique, contemporaine, etc. Le 27 janvier, le vote s'est clos. Il a rassemblé 28 552 votants, et ceux-ci ont soutenu à 32 % une reconstruction néoclassique. Le deuxième projet le plus plébiscité restait fidèle à l'aspect actuel du bâtiment, il a recueilli 25 % des suffrages.
Le résultat a aussitôt entraîné un vif débat entre les partisans du projet et ceux qui critiquent le style choisi, qualifié d'anachronique et irrespectueux de l'œuvre de Petar Mulickovski. Ce dernier n'a pas été consulté par le gouvernement et a protesté contre la modification de son travail.